# Сересфьеллет
Сересфьеллет (норв. Ceresfjellet) — горная вершина на острове Западный Шпицберген, третья по высоте точка архипелага.
Гора Сересфьеллет находится к западу от Вийдефьорда. Высота вершины достигает 1675 м. Названа в честь карликовой планеты Церера.